# تئو یانسن
تئو یانسن (هلندی: Theo Jansen؛ زادهٔ ۱۴ مارس ۱۹۴۸) هنرمند و مجسمه‌ساز اهل هلند است.
تئو یانسن، هنرمند هلندی است که حدود سی سال از زندگی خود را با لوله‌های پی.‌وی‌.سی گذرانده است. او با استفاده از این لوله‌ها، سازه‌های شگفت‌انگیزی ساخته که می‌توانند با قدرت باد حرکت کنند. حرکت این سازه‌ها کاملاً تحرک حیوانات و جانوران را تداعی می‌کند.
خودش می‌گوید که چند دهه قبل، وقتی ستون‌نویس علمی یک نشریه بوده است، ماجرایی تخیلی را می‌نویسد و می‌گوید: کاش می‌شد جانورانی مکانیکی طراحی کرد که در ساحل‌های هلند حرکت کرده و ماسه‌ها را انباشته کنند تا مانعی برای نفوذ آب شود.
این چند جمله، دیگر دامن او را رها نکردند. یانسن پیوسته با خودش فکر می‌کرد که آیا واقعاً می‌شود چنین موجوداتی را ساخت؟
زمانی که گذرش به فروشگاه لوله‌های پی‌.وی‌.سی افتاد احساس کرد که پاسخ سوالش را یافته است: موجودات مکانیکی او می‌توانند با چنین لوله‌هایی ساخته شوند.
او احساس کرد ایده‌اش آن‌قدر ارزش دارد که یک سال برایش وقت بگذارد. واقعاً هم آن یک سال را صرف این ایده کرد. اما از این غافل بود که قرار است سه دهه درگیر این داستان باقی بماند.
او در یک سال اول، با استفاده از تکنیک الگوریتم ژنتیک یک برنامه نوشت تا بتواند یک مکانیزم ساده طراحی کند که شبیه حیوانات راه می‌رود. این مکانیزم، ریشه‌ی همه‌ی اختراعات و ساخته‌های بعدی او شد. اگر به تصویر بالا هم دقت کنید متوجه می‌شوید که یک مکانیزم در آن بارها تکرار شده و ساختاری پیچیده را به وجود آورده است.
در سال‌های بعد، به تدریج ساخته‌های او پیچیده‌تر شدند و او حتی توانست مکانیزم‌هایی برای ذخیره‌ی باد – برای استفاده در زمان‌هایی که باد نمی‌وزد – طراحی و تعبیه کند.
دستگاه‌های ساخت او، به تدریج کامل و کامل‌تر شدند. در حدی که توانستند بر طوفان‌های ساحلی هم چیره شوند. بعضی از دستگا‌های او دارای مکانیزمی هستند که به محض وزش باد شدید، خود را با میخ به زمین می‌کوبند تا باد آن‌ها را از سطح زمین بلند نکند.
خود تئو یانسن دوست دارد ساخته‌های دست خود را جانور بنامد. او برای این مکانیزم‌ها از اصطلاح Strandbeest استفاده می‌کند که به معنای حیوان ساحلی است.
یانسن معتقد است که حیواناتِ ساخته‌ی دست او در طول این سه دهه تکامل پیدا کرده‌اند و باز هم مسیر تکامل را طی خواهند کرد. او نقشه‌ی بعضی از این حیوانات را در اینترنت منتشر کرده و امیدوار است که در نقاط مختلف جهان، نسخه‌های کامل‌تری از این حیوانات ساخته و تولید شوند.